# Aglientu
Aglientu (galurski: Santu Francìscu di l'Aglièntu) je grad i općina (comune) u pokrajini Sassariju u regiji Sardiniji, Italija. Nalazi se na nadmorskoj visini od 420 metara i ima 1 171 stanovnika.
 Prostire se na 148,19 km2. Gustoća naseljenosti je 8 st/km2.
Susjedne općine su: Aggius, Luogosanto, Santa Teresa Gallura, Tempio Pausania i Trinità d'Agultu e Vignola.